# Harvard World Model United Nations
Het WorldMUN of Harvard World Model United Nations is een competitie voor studenten waarbij een VN wordt gesimuleerd om diplomatieke competenties na te bootsen. Het wordt daarom weleens het Wereldkampioenschap diplomatie genoemd.

## Werking
Jaarlijks kunnen kandidaturen als gastlocatie door een organiserende comité voorgedragen worden. De kandidaturen voor de volgende locatie worden door stemrondes gekozen. Het comité van de winnende kandidatuur helpt mee de MUN te organiseren en culturele neven en avondactiviteiten.
De MUN beslaat normaal vijf dagen met naast de vergaderingen ook een openingsavond, een cabaretavond, twee culturele avondactiviteiten en een afsluitfeest.
Tijdens de vergaderingen van de MUN worden internationale onderwerpen besproken. Deelnemers worden een bepaalde rol toegewezen. Dit kan zijn als vertegenwoordiger van een land of internationale organisatie. Dit doen zij in drie soorten vergaderingen. De Algemene Vergadering, de economische en sociale raad of regionale bijeenkomsten en de gespecialiseerde agentschappen rond bepaalde thema's zoals daar zijn de WHO.

## Geschiedenis
De MUN ontstond aan de Amerikaanse Universiteit Harvard in 1991. Al snel had dit initiatief bijval van de Angelsaksische universiteiten en werd een eerste WorldMUM gehouden in 1992. Later kwamen hier ook ploegen en landen uit Europa en Azië bij.
| Jaar | Datum              | Plaats          |
| ---- | ------------------ | --------------- |
| 1992 |                    | Miedzyzdroje    |
| 1993 |                    | Praag           |
| 1994 |                    | Luxemburg       |
| 1995 |                    | Genève          |
| 1996 |                    | Amsterdam       |
| 1997 |                    | Boedapest       |
| 1998 | 25 - 29 maart      | Brussel         |
| 1999 | 27 - 31 maart      | Cambridge       |
| 2000 | 25 - 29 maart      | Athene          |
| 2001 |                    | Istanbul        |
| 2002 | maart              | Belo Horizonte  |
| 2003 | 23 - 27 maart      | Heidelberg      |
| 2004 | 28 maart - 1 april | Sharm El-Sheikh |
| 2005 | 27-31 maart        | Edinburgh       |
| 2006 | 27 - 31 maart      | Beijing         |
| 2007 | 26 - 30 maart      | Genève          |
| 2008 | 24- 27 maart       | Puebla          |
| 2009 | 22 - 29 maart      | Den Haag        |
| 2010 | 11 - 15 maart      | Taipei          |
| 2011 | 14 - 19 maart      | Singapore       |
| 2012 | 11 - 15 maart      | Vancouver       |
| 2013 | 18 - 22 maart      | Melbourne       |
| 2014 | 17 - 21 maart      | Brussel         |
| 2015 | 16 - 20 maart      | Seoel           |
| 2016 | 14 - 18 maart      | Rome            |
| 2017 | 13 - 17 maart      | Montreal        |
| 2018 | 12 - 16 maart      | Panama City     |
| 2019 |                    | Madrid          |

## Winnaars
Sinds 2002 worden ook delegaties gelauwerd voor hun prestatie gedurende de 5 dagen van de MUN. Hierbij wordt een onderscheid gemaakt tussen een grote (GD) en een kleine delegatie (KD). Soms wordt ook een buitengewone prestatie van een delegatie (oustanding) gelauwerd.
| Jaar | Winnaars GD                                                             | Winnaars KD                                                                | Spirit                            |
| ---- | ----------------------------------------------------------------------- | -------------------------------------------------------------------------- | --------------------------------- |
| 2002 | Yale-universiteit                                                       | Carleton College                                                           |                                   |
| 2009 | België                                                                  |                                                                            |                                   |
| 2010 | België                                                                  |                                                                            |                                   |
| 2011 | België                                                                  |                                                                            |                                   |
| 2012 | Venezuela Oustanding : België                                           | Claremont McKenna College                                                  |                                   |
| 2013 | België Oustanding: Universidad Central de Venezuela                     | College of William and Mary                                                |                                   |
| 2014 | Peru Oustanding: Universidad Simón Bolívar                              | Georgetown University                                                      |                                   |
| 2015 | Universidad Simón Bolívar Oustanding: Universidad Católica Andrés Bello | Claremont McKenna College                                                  |                                   |
| 2016 | België Oustanding: Peru                                                 | Claremont McKenna College                                                  | Universidad Católica Andrés Bello |
| 2017 | België Oustanding: be.boosted                                           | Washington University in St. Louis Oustanding: West Point Military Academy | Universidad Metropolitana         |
| 2018 | Peru Oustanding: België                                                 | Claremont McKenna College Oustanding: Georgetown University                | Universidad Metropolitana         |